# Eminescu (cràter)
Eminescu és un cràter d'impacte en el planeta Mercuri de 129 km de diàmetre. Porta el nom del poeta romanès Mihai Eminescu (1850-1889), i el seu nom va ser aprovat per la Unió Astronòmica Internacional el 2008.
Com que hi ha molt pocs cràters superposats posteriors sobre ell, Eminescu sembla un cràter jove format fa aproximadament mil milions d'anys. Té una morfologia de transició entre les conques d'impacte més complexes, com el cràter Raditladi, i els cràters més simples amb un pic al centre.
Les ejeccions de l'impacte i les cadenes de cràters secundaris s'estenen fins a un radi des de la vora del cràter. No hi ha raigs clars o foscos, amb una vora del cràter de major en alçada que les planes circumdants del cràter. Les parets del cràter estan erosionades, formant diferents blocs de material. El sòl del cràter es compon d'estructures complexes, incloent dipòsits d'ejecció, masses foses d'impacte i possiblement unitats col·locades pel vulcanisme efusiu.
Els pics centrals blavosos brillants dins del cràter estan disposats en un patró circular que forma un pic anul·lar. Els pics exhibeixen característiques de color inusuals similars als dipòsits de sòl del cràter brillants (BCFD) vist en altres cràters a Mercuri. El sòl del cràter tant dins i fora del pic anul·lar està cobert per planes llises fosques, que apareixen al voltant seu. Aquestes planes són probablement d'origen volcànic. Més lluny del pic anul·lar, prop de les parets del cràter, hi ha zones cobertes per un material brillant. Es subdivideixen en planes llises brillants a la cantonada nord-est d' Eminescu, i clapejades i terreny irregular en un altre lloc. Les unitats lluminoses poden ser fosses d'impacte.